# Olga Sergejewna Akopjan
Olga Sergejewna Akopjan (russisch Ольга Сергеевна Акопян; * 4. März 1985 in Wolgograd, Sowjetunion, geborene Olga Sergejewna Lewina) ist eine ehemalige russische Handballspielerin. Mittlerweile ist sie als Handballtrainerin tätig.

## Karriere
Akopjan stand von 2002 bis 2015 beim russischen Erstligisten GK Dynamo Wolgograd unter Vertrag. Ab dem Sommer 2012 pausierte die Rückraumspielerin für ein Jahr, in dem sie heiratete und eine Tochter zur Welt brachte. Mit Dynamo Wolgograd gewann sie 2009, 2010, 2011, 2012 und 2014 die russische Meisterschaft sowie 2008 den EHF-Pokal. Im Sommer 2015 schloss sich Akopjan GK Lada Toljatti an.
Akopjan gewann im Jahr 2005 mit Russland die U-20-Weltmeisterschaft.
Olga Akopjan gehörte dem Kader der russischen Nationalmannschaft an. Mit Russland gewann die Rechtshänderin 2007 in Frankreich sowie 2009 in China die Weltmeisterschaft. Weiterhin errang sie die Silbermedaille bei der Europameisterschaft 2008 sowie die Bronzemedaille bei der Europameisterschaft 2008. Im Sommer 2012 nahm sie an den Olympischen Spielen in London teil. Bei den Olympischen Spielen 2016 in Rio de Janeiro gewann sie die Goldmedaille. Anschließend beendete sie ihre Karriere.
Akopjan War ab dem Sommer 2019 als Co-Trainerin beim russischen Erstligisten PGK ZSKA Moskau tätig. Seit Februar 2021 fungiert sie zusätzlich als Co-Trainerin der russischen Nationalmannschaft. Nachdem PGK ZSKA Moskau im März 2021 seinen Trainer Jan Leslie entlassen hatte, wurde Akopjan zur Trainerin der Mannschaft befördert. Unter ihrer Leitung gewann ZSKA 2021 die russische Meisterschaft. Anschließend wurde sie wieder Co-Trainerin bei ZSKA. Im Jahr 2022 übernahm sie erneut das Traineramt von ZSKA. Unter ihrer Leitung gewann die Mannschaft 2023 und 2024 die russische Meisterschaft sowie 2023 und 2024 den russischen Pokal. Nach der Saison 2023/24 endete ihre Tätigkeit bei ZSKA.
Akopjan ist seit Februar 2022 als Trainerin der russischen Juniorinnennationalmannschaft tätig. Im Oktober 2024 übernahm sie das Traineramt des russischen Erstligisten Swesda Swenigorod.

## Sonstiges
Ihr Schwiegervater Lewon Akopjan war ein bekannter russischer Handballtrainer.